# Dragone
Il dragone è un componente di una unità militare terrestre in essere dal XV secolo. Inizialmente il termine si riferiva ad un archibugiere a cavallo e più tardi servì a designare un militare appartenente a una specialità della cavalleria.

## Storia
Durante il XVII secolo e gli inizi del XVIII secolo un dragone era tradizionalmente un soldato addestrato al combattimento a piedi, ma che si muoveva a cavallo. Il nome deriverebbe dalla principale arma utilizzata, una carabina o moschetto corto chiamato dragon per il fumo che emetteva allo sparo.
Un'altra ipotesi fa risalire il nome a Guillaume de Gomiécourt, signore di Wailly nell'XI secolo, che ricevette l'appellativo di Dragon da Enrico I di Francia per la sua determinazione nel combattere gli inglesi. Più tardi suo figlio, Raoul Dragon de Gomiécourt, reclutò una truppa di soldati addestrati a combattere sia a piedi che a cavallo, che presero il nome e il vessillo dal loro comandante.

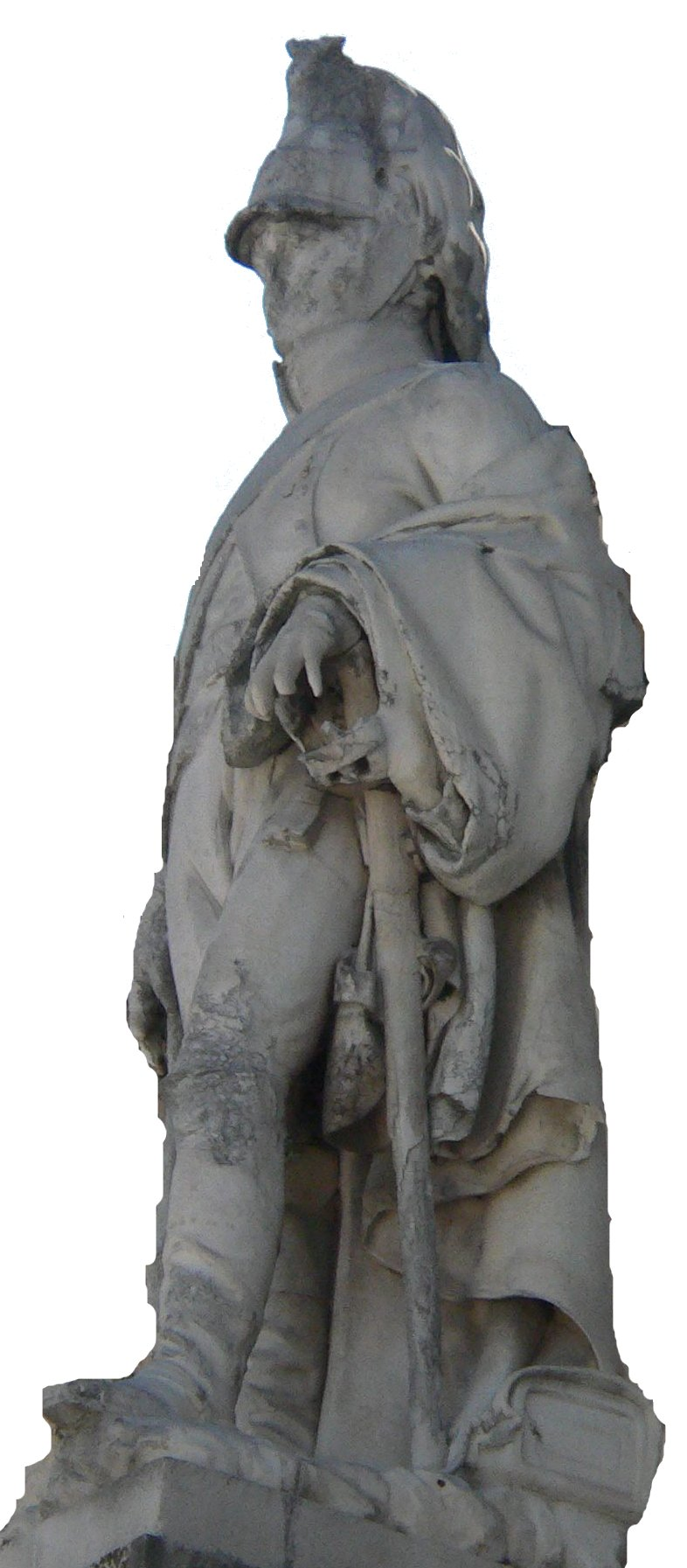
Statua di un dragone sull'Arc du Carrousel nel Giardino delle Tuileries a Parigi.

Gustavo II Adolfo di Svezia nel XVII secolo introdusse questo tipo di truppe nel proprio esercito. Allora il dragone era armato di una sciabola, di un'ascia e di un fucile. La maggior parte degli eserciti europei imitò il sovrano svedese. Per tutto il secolo successivo il carattere di fanteria della specialità continuò ad attenuarsi per poi scomparire.
Il termine "dragoni" finì per indicare la cavalleria media a partire dall'epoca delle prime guerre combattute da Federico il Grande, alla metà del XVIII secolo.
Dalla fine del XVIII secolo alcuni reggimenti iniziarono a ricevere la denominazione di dragoni leggeri, poiché montavano cavalli più leggeri e rapidi, e portavano sciabole leggere. Erano addestrati alla esplorazione, alla schermaglia e ad altri compiti in cui era essenziale la velocità. Nei primi anni del XIX secolo la Gran Bretagna convertì i propri dragoni leggeri in lancieri e ussari.
In Francia, soprattutto durante il regno di Luigi XIV, i Dragoni furono i protagonisti delle dragonate, campagne militari attuate contro gli ugonotti, i calvinisti francesi.
Nel Ducato di Savoia la nascita di questa specialità risale al 1683, anno in cui venne creato il primo reggimento col nome di "Dragoni di Sua Altezza Reale" o "Dragons Bleus" (antenato del "Genova Cavalleria" attuale reggimento della "brigata di cavalleria Pozzuolo del Friuli") a causa della loro uniforme blu. Entro la fine del secolo vennero creati altri due reggimenti i "Dragoni del Genevois"(1689) e i "Dragoni di Piemonte"(1690), detti rispettivamente "Dragons Verts" e "Dragons Jaunes"(quest'ultimo è l'antenato del "Nizza Cavalleria", attuale reggimento della brigata alpina "Taurinense").
Solo più tardi, tra gli anni venti e trenta del XVIII secolo, si aggiunsero altri due reggimenti, che furono i "Dragoni di Sardegna", stanziati nell'omonima isola, e i "Dragoni della Regina", che fu creato durante la Guerra di Successione Polacca con i cavalieri della disciolta "Compagnia Usseri" (unico tentativo piemontese di creare un corpo di cavalleria leggera nella prima metà del secolo).
In età contemporanea tali unità sono state soppresse in quasi tutti gli eserciti del mondo; ad esempio nell'esercito svizzero le unità di dragoni a cavallo furono abolite nei primi anni settanta, e riconvertite in unità di granatieri corazzati, tuttavia la denominazione è rimasta, in alcuni eserciti, ad indicare unità militari dotate di mezzi corazzati leggeri ed adibite a compiti di esplorazione e pattugliamento. Esistono unità di dragoni negli eserciti statunitense, britannico, italiano e canadese.

## Caratteristiche
Per l'utilizzo a cavallo dell'archibugio, eruttante una vistosa emissione di fuoco e fumo, questo corpo militare venne idealmente accomunato ai draconarii, signiferi a cavallo dell'esercito romano che portavano un vessillo con una testa di drago. Da draconarius discende il termine "dragone".
I dragoni erano organizzati non in squadroni come la cavalleria ma in compagnie come la fanteria, da cui i loro ufficiali provenivano. La flessibilità derivante dall'essere in pratica una "fanteria a cavallo" li rese un'arma efficace, quando impiegati in "operazioni speciali" o la controguerriglia sia per quella che oggi verrebbe definita "sicurezza interna" per fronteggiare il contrabbando o i disordini civili, essendo addestrati anche per il combattimento a terra.
Un reggimento di dragoni era anche un po' meno costoso da costituire e mantenere rispetto ad un reggimento di cavalleria di altre specialità, perché aveva un minor addestramento equestre e cavalli meno pregiati; d'altra parte in rapporto a quest'ultima i dragoni si trovavano in condizioni di svantaggio, perciò costantemente cercarono di elevare la propria capacità equestre, il proprio armamento, ed anche lo status sociale, ai livelli dei reparti più "tradizionali".

## Corpi famosi
Durante la guerra di secessione americana le due parti belligeranti utilizzarono le loro cavallerie sia come unità di esplorazione che come unità di fanteria montata, non distinguendo più di fatto tra cavalleria leggera e pesante.
Tra il 1881 e il 1910 tutte le unità della cavalleria russa tranne i cosacchi e le unità della guardia imperiale russa furono denominate dragoni, riflettendo con ciò l'importanza attribuita alle operazioni appiedate nel loro addestramento.
Nel 1914 esistevano ancora reggimenti di dragoni negli eserciti di Italia, Gran Bretagna, Francia, Germania, Russia, Impero austro-ungarico, Svezia, Danimarca e Spagna.

### Dragoni francesi
Agli inizi del 1800 Napoleone Bonaparte potenziò gli effettivi dei dragoni elevandone l'organico e portandolo a 30 reggimenti dai 20 precedenti. Nel 1806 anche la guardia imperiale fu dotata di un reparto di dragoni (circa un reggimento col nome di Régiment de dragons de la Garde impériale conosciuto anche come Dragons de l'Impératrice). Ogni reggimento era costituito da 1055 uomini.
I dragoni erano armati di moschetto, a differenza degli altri reparti che erano armati con la classica carabina. Il moschetto adottato dai dragoni era il modello 1777, ma già nel 1801 fu sostituito da una versione di maggior qualità su cui si poteva anche innestare una baionetta, fu in seguito assegnato anche ad altri reparti di cavalleria.
Nel combattimento ravvicinato a cavallo usavano la stessa sciabola in dotazione a tutti i reparti di cavalleria pesante. I dragoni francesi erano inoltre dotati di pistola modello 1777 verso la fine dell'impero napoleonico uscirono anche delle versioni migliorate con l'impugnatura accorciata.
Le cavalcature dei dragoni dovevano essere più robuste rispetto a quelli degli altri corpi militari; caratteristica che si ritrovava negli esemplari del Calvados e sulle rive della Manica e della Mosa. I reggimenti di dragoni, servirono essenzialmente in Spagna, e tranne rare eccezioni non combatterono più a piedi.

### Dragoni pontifici
Su impronta dei predetti dragoni napoleonici, all'inizio del XIX secolo anche lo stato pontificio creò un proprio corpo di dragoni. Questi avevano compiti di contrastare il dilagante brigantaggio all'interno dello Stato Pontificio, nonché di fiancheggiare la fanteria pontificia sui campi di battaglia. Il momento più glorioso dei dragoni pontifici fu la carica di Cornuda (9 maggio 1848) in cui uno squadrone di dragoni scompigliò una divisione di fanteria austriaca, subendo praticamente il 90% delle perdite ma salvando in quel modo i volontari italiani dalla distruzione per opera del comandante austriaco Nugent. Gli stessi reparti ebbero un ruolo decisivo fiancheggiando la propria fanteria durante la battaglia di Mentana, mettendo in fuga lo stesso Giuseppe Garibaldi.

### Dragoni polacchi
L'esercito polacco in età moderna impegnò unità di questo tipo nel proprio esercito, soprattutto nel XV e XVI secolo, inquadrati in varie formazioni e contingenti.

### Dragoni italiani
Due reggimenti di dragoni sono tuttora attivi nell'esercito italiano: il Reggimento "Nizza Cavalleria" (1º) fondato nel 1690 e il Reggimento "Genova Cavalleria" (4º) fondato nel 1683. Entrambi i reggimenti fanno parte della Cavalleria di linea.

## L'uniforme
Le loro uniformi nei vari eserciti erano molto variabili, mancando degli aspetti accomunanti i diversi reggimenti di ussari o lancieri: c'erano infatti occasionali rimembranze dell'arma di origine, perciò i reggimenti di dragoni tedeschi portavano elmetti chiodati dello stesso genere della fanteria, e quelli britannici vestivano giacche rosso scarlatto (gli ussari e quasi tutti i reggimenti di lancieri le portavano blu). Per altri aspetti tuttavia i dragoni avevano ormai adottato le stesse tattiche, ruoli ed equipaggiamento delle altre specialità di cavalleria, e la distinzione si riduceva ai semplici titoli tradizionali.